# Gregory Polan
Gregory Polan (Berwyn, 2 gennaio 1950) è un abate e religioso statunitense, dal 16 settembre 2016 al 14 settembre 2024 abate primate dell'Ordine di San Benedetto e della Confederazione benedettina. È membro dell'Abbazia di Conception, situata a Conception (Missouri), che fa parte della Congregazione elveto-americana e della Confederazione Benedettina. In precedenza è stato eletto e ha servito come nono abate dell'Abbazia di Conception.

## Biografia
John Polan (conosciuto dalla sua famiglia come "Jack") nacque il 2 gennaio 1950 a Berwyn, Illinois, USA, da Edward e Martha Rita (nata Kasperski) Polan come uno dei tre ragazzi. Iniziò a frequentare la scuola elementare St. Mary a Riverside, Illinois, seguita dal seminario minore dell'Archbishop Quigley Preparatory Seminary nell'Arcidiocesi Cattolica Romana di Chicago. Polan avrebbe poi fatto una visita all'Abbazia di Conception nel Missouri per esplorare una chiamata allo stile di vita monastico benedettino.

### Vita monastica
Polan entrò nel noviziato dell'Abbazia di Conception nel 1970 e fece la sua professione religiosa come monaco il 28 agosto 1971 ricevendo il nome di "Gregorio". Ha proseguito gli studi in filosofia e teologia e ha completato il suo Master in teologia nel 1975 alla St. John's School of Theology con i seguenti lavori di laurea: "The Development of the 'Hymn' in Western Liturgical Prayer from Apostolic Times to the Beginning of the Seventh Century", "The Eucharist as a Confession of Faith in John 6", e "The Parable of the Sower and the Seed in Matthew 13: A Study in Redaction-Criticism". Sarebbe stato ordinato sacerdote cattolico romano il 26 maggio 1977. Dopo essere tornato alla sua abbazia natale per un breve periodo di lavoro pastorale e di insegnamento, fu poi assegnato alla Saint Paul University di Ottawa, Canada, per completare ulteriori studi di esegesi biblica. Nel 1984 avrebbe ricevuto il dottorato in Sacra Scrittura con la sua dissertazione intitolata "Nelle vie della giustizia verso la salvezza: un'analisi retorica di Isaia 56-59".
Al suo ritorno all'Abbazia di Conception, avrebbe iniziato un periodo di insegnamento nel Seminario del Collegio dell'Abbazia (Scrittura, Ebraico, Greco, Liturgia, Musica) e avrebbe servito per dieci anni come Presidente-Rettore del Seminario del Collegio. Il 6 novembre 1996 è stato eletto nono abate dell'Abbazia di Conception. Durante il suo periodo come abate ha continuato a lavorare nell'insegnamento, offrendo ritiri, assistendo con le traduzioni della Nuova Bibbia Americana, e servendo come consulente della Conferenza dei Vescovi Cattolici degli Stati Uniti.
Polan fu portato all'attenzione del grande pubblico l'11 giugno 2002 quando dovette servire come portavoce dell'Abbazia a seguito di una tragedia. Un uomo armato con un fucile d'assalto entrò nell'abbazia uccidendo due monaci e ferendone altri due. L'uomo armato si è successivamente ucciso nello scontro con la polizia che non ha mai trovato un motivo per le azioni dell'uomo armato.
I cattolici di rito latino nel mondo di lingua inglese conosceranno il lavoro di Polan con la traduzione riveduta dei Salmi del Graal del 1963 che viene utilizzata nei servizi liturgici parrocchiali. Questo progetto è iniziato nel 1998 e ha ricevuto l'approvazione finale dal Vaticano nel 2018. Oltre a questo lavoro, è stato anche coinvolto nella revisione della Liturgia delle Ore, del Lezionario, della Nuova Bibbia Americana e del Messale Romano.
Il 16 settembre 2016 Polan è eletto abate primate dell'Ordine di San Benedetto e della Confederazione Benedettina; in quanto primate, ha ricoperto la carica di abate del monastero di Sant'Anselmo a Roma e quella di Gran Cancelliere del pontificio ateneo Sant'Anselmo.
L'ufficio di abate primate è stato creato da papa Leone XIII nel 1893 per servire la comunità monastica benedettina come suo collegamento con il Vaticano e le autorità civili, per promuovere l'unità tra i vari monasteri e congregazioni benedettine autonome, e per rappresentare l'ordine nelle riunioni religiose in tutto il mondo. Ha servito fino al 2024 come abate dell'Abbazia Primaziale di Sant'Anselmo, gran cancelliere della Pontificia Università di Sant'Anselmo. Polan è stato il decimo abate primate e il quarto americano ad essere eletto.
Il 14 settembre 2024, gli succede Jeremias Schröder quale undicesimo abate primate.

## Opere

### Pubblicazioni
Oltre ai numerosi articoli, recensioni di libri, conferenze, lezioni e video che si possono trovare, qui ci sono le più notevoli pubblicazioni di libri e composizioni musicali di Polan:
- (EN)  In the ways of justice toward salvation: a rhetorical analysis of Isaiah 56-59, New York: Peter Lang 1986 (ISBN 9780820402802)
- (EN)  The Revised Grail Psalms: a liturgical Psalter, with Frances E. George, Collegeville: Liturgical Press 2012 (ISBN 9780814634837)
- (EN)  The Psalms songs of faith and praise: the Revised Grail Psalter with commentary and prayers, Mahwah: Paulist Press 2014 (ISBN 9780809148820)
- (DE)  Die Psalmen: Impulse zu den ältesten Gebeten der Bibel: der Münsterschwarzacher Psalter, with Matthias Hofmann, Münsterschwarzach: Vier-Türme-Verlag 2020 (ISBN 9783736503069)
- (EN)  Composizioni di Gregory J. Polan su Hymnary.org [20]